# Армянская епархия Европы
Европейская епархия Эчмиадзинского патриархата Армянской Апостольской церкви (арм. Հայ Առաքելական եկեղեցու Էջմիածնի պատրիարքության Եվրոպայի թեմ) — упразднённая епископская епархия Армянской Апостольской церкви бывшая в составе Эчмиадзинского патриархата.
Сегодня на территории бывшей Европейской епархии Армянской Апостольской церкви находятся новые, территориально уменьшенные епархии (подробнее см. Список епархий Армянской Апостольской церкви).

## История
В юрисдикцию Европейской епархии входила Англия, Франция, Бельгия и Швейцария. По данным на 1911 год количество верующих данной епархии Армянской Апостольской церкви — 6.000, общин — 20, а также верующих Армянской Католической церкви - 15.000 человек в Галиции, Австрии и Италии.
Епархия имела 4 церкви.